# Guatteriopsis ramiflora
Guatteriopsis ramiflora,  auca hicoja,   es una especie de planta con flor en la familia Annonaceae. Es endémica de Perú. 

## Descripción
Es un árbol de hasta 15 m de altura, se conoce de una localidad en la Provincia de Tocache; especie recolectada dos veces de la misma población en 1984, después de casi 15 años. Su amenaza potencial a esta especie provenga de la expansión agrícola, tiene pérdida de hábitat. 

## Taxonomía
Guatteriopsis ramiflora fue descrita por Donald Ray Simpson y publicado en Phytologia 51: 305–306, en el año 1982.